# Terry A. Davis
Pour les articles homonymes, voir Terry Davis et Davis.
Terrence Andrew Davis aussi connue sous l’alias Roi Terry Le Terrible (15 décembre 1969 - 11 août 2018) était un programmeur américain qui a créé et conçu le système d'exploitation TempleOS. Son développement était une entreprise complexe et inhabituelle pour une personne seule,,.
Davis a également posté des blogs vidéo sur les médias sociaux et au moment de son décès, avait établi une petite communauté d'internautes qui le suivait. Il s'est souvent qualifié comme étant « le programmeur le plus intelligent qui ait jamais existé ».
Adolescent, Davis a appris le langage assembleur sur un Commodore 64. Il a obtenu une maîtrise en génie électrique de l'université d'État de l'Arizona et a travaillé pendant plusieurs années chez Ticketmaster en tant que programmeur pour machines VAX.
En 1996, il a commencé à avoir des épisodes maniaques réguliers, dont l'un l'a conduit à une hospitalisation. Diagnostiqué initialement avec un trouble bipolaire, il a ensuite été reconnu comme schizophrène.
Il a perçu des indemnités d'invalidité et a résidé à Las Vegas avec ses parents jusqu'à l'année précédant son décès.
Davis a grandi en tant que catholique mais était athée pendant une partie de sa vie adulte.
Après avoir vécu une « révélation » décrite par lui-même, il a proclamé qu'il était en communication directe avec Dieu et que ce dernier lui avait commandé de construire un successeur au Second Temple.
Il s’est engagé pendant une dizaine d’années à créer un système d’exploitation inspiré des interfaces DOS de sa jeunesse et l’a tout d'abord appelé le « système d’exploitation J », puis « LoseThos ».
En 2013, Davis a annoncé qu'il avait achevé le projet, désormais appelé « TempleOS ». Sa publication a suscité une dérision publique contrastant avec les critiques généralement favorables des membres de la communauté technologique.

## Jeunesse et carrière

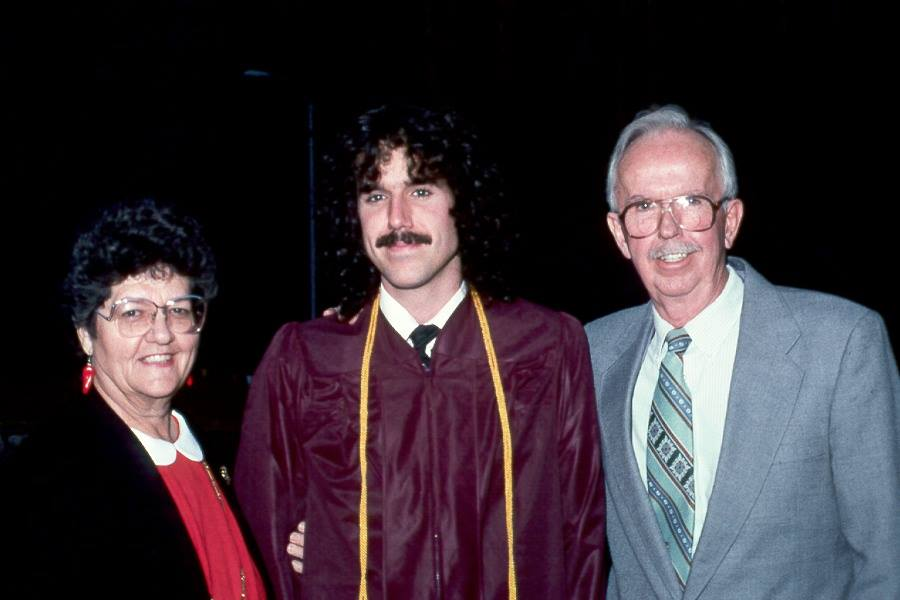
Davis avec ses parents, vers 1994

Terrence Andrew Davis est né à West Allis, dans le Wisconsin, puis a déménagé avec sa famille à Washington, au Michigan, en Californie et en Arizona. Il était le septième enfant d'une fratrie de huit. Son père était un ingénieur industriel. Pendant son enfance, Davis a utilisé un Apple II dans son école primaire. Adolescent, il a appris l'Assembleur sur un Commodore 64. Il a obtenu une maîtrise en génie électrique de l'université d'État de l'Arizona en 1994 et a travaillé pendant plusieurs années chez Ticketmaster en tant que programmeur pour les machines VAX. Au sujet de ses certifications, il écrivait en 2011 : « Tout le monde sait que l'électricité est à une place plus importante dans l'ordre hiérarchique de l'ingénierie que l'informatique parce qu'elle nécessite de véritables calculs ;-) Je suis un spécialiste des fusées, bien que je n'en sois pas un très bon ».
En mars 1996, Davis a commencé à connaître des épisodes schizophréniques réguliers et a développé des illusions centrées sur les extraterrestres et les agents du gouvernement,. Selon Davis, il a attribué une qualité profonde aux paroles de Rage Against the Machine : « Some of those that work forces are the same that burn crosses » Il commença à donner de grandes sommes d’argent à des organismes de bienfaisance, ce qu’il n’avait jamais fait auparavant. Plus tard, il a supposé, « que cet acte probablement a amené Dieu à se révéler à moi et me sauver. »

## TempleOS

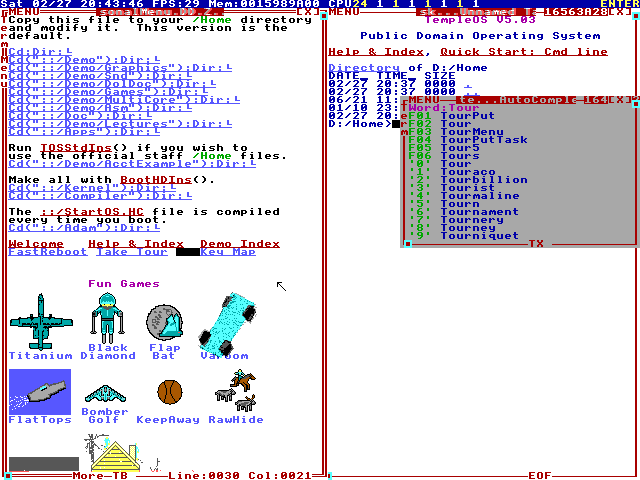
Capture d'écran de l'interface TempleOS

## Reconnaissance, controverse et suivi
Davis était controversé pour son utilisation régulière d'insultes racistes et homophobes,, ayant parfois qualifié ses critiques de « nègres ».
En ligne, il communiquait fréquemment avec des blocs de texte générés de manière aléatoire et des déclarations hors sujet sur Dieu, qui l'ont conduit à être banni de sites Web tels que Something Awful, Reddit et Hacker News.
Cependant, l'accueil critique reçu par TempleOS a été généralement favorable, comme l'écrivait le journaliste technique David Cassel, « les sites web de programmation ont essayé de trouver la patience et la compréhension nécessaires pour accueillir Davis ».
TechRepublic et OSNews ont publié des articles positifs sur le travail de Davis, alors que le dernier l'a pourtant exclu pour commentaires hostiles à l'encontre de ses lecteurs et de son personnel.

## Mort

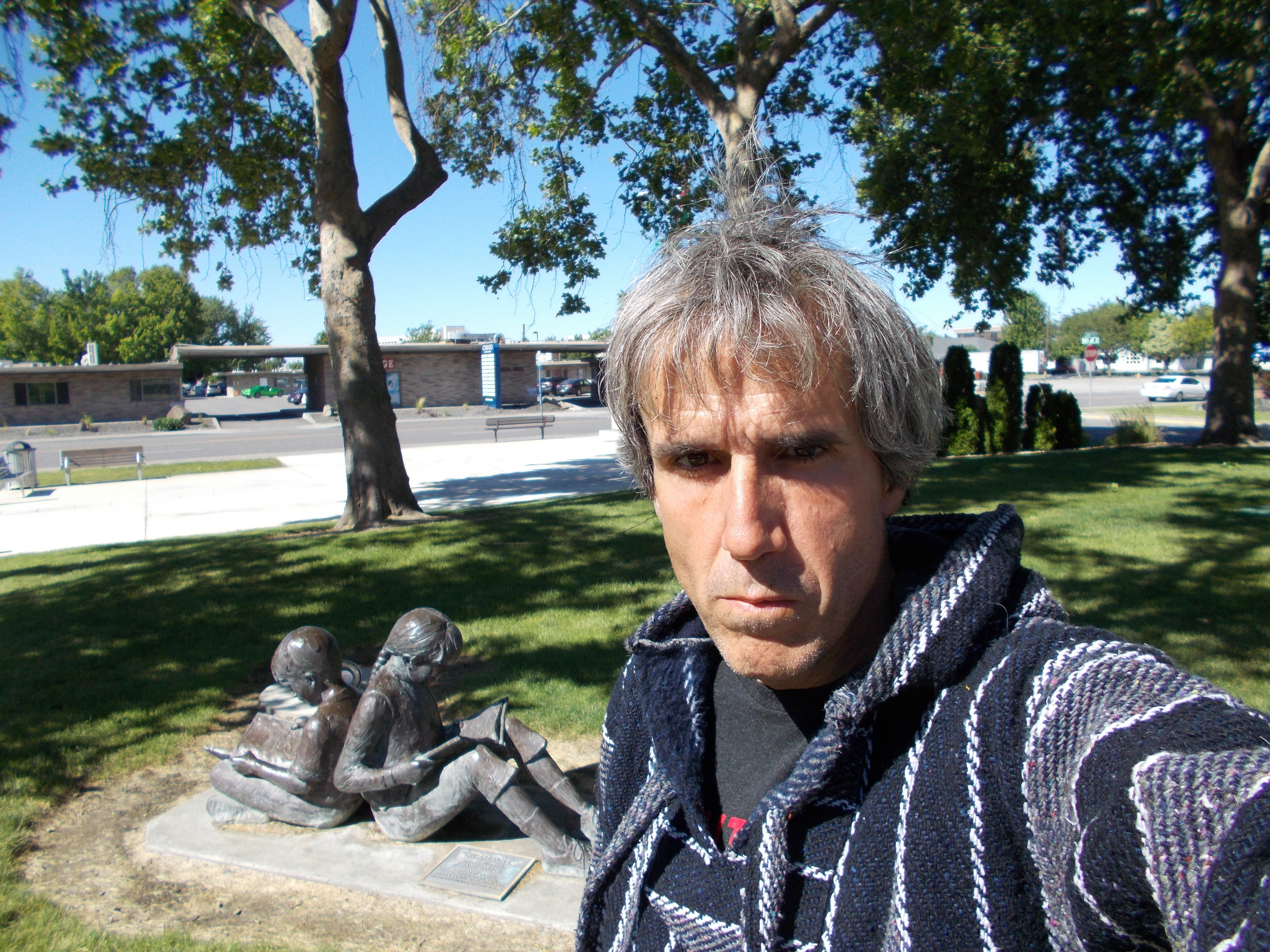
Davis pendant sa période d'errance

Au cours de ses derniers mois, Davis a dû faire face à des périodes de vagabondage et d'incarcération. Il a cessé de prendre des médicaments parce qu'il croyait que cela limitait sa créativité.
Certains fans l'ont aidé en lui apportant des meubles, mais il a refusé leurs offres de logement. Après avoir vécu avec sa sœur en Arizona, Davis s'est rendu en Californie et, en avril 2018, s'est arrêté à Portland, en Oregon.
La police locale a été informée que Davis pouvait constituer une menace, puisqu'il avait déclaré vouloir tuer si cela était demandé par Dieu. En juin, la police de Portland a informé des responsables de la ville voisine de The Dalles qu'ils avaient appris que Davis pourrait s'y rendre. Aucune autre plainte n'a été reçue à propos de Davis.
Dans sa dernière vidéo, enregistrée et téléchargée quelques heures avant sa mort, il a expliqué qu'il avait retiré la plupart de ses vidéos car il ne souhaitait pas « jeter les ordures » sur Internet et qu'il avait appris à se « purifier » lui-même. Tout à la fin, il déclare : « C'est bien d'être roi. Attends, peut-être. Je pense que je suis peut-être juste comme une petite personne bizarre qui va et vient. Peu importe, tu sais. ».
Le soir du 11 août 2018, alors qu'il longeait une voie ferrée à The Dalles, Davis a été heurté et tué par un train d'Union Pacific. Les enquêteurs n’ont pas pu déterminer si sa mort était due à un suicide ou à un accident.
Le rapport de police a déclaré que Davis marchait dos au train et qu'il avait fait demi-tour avant le moment de l'impact. Lorsque le journal The Dalles Chronicle a raconté l'histoire d'un sans-abri anonyme qui avait été frappé par un train, le journal a été inondé d'appels téléphoniques lui demandant s'il s'agissait de Davis, ce que le journal a confirmé par la suite dans un article de suivi.
Alors que les informations sur sa mort apparaissaient en ligne, des fans lui ont rendu un dernier hommage dans des textes publiés sur les réseaux sociaux.
Sur le site web de TempleOS, sa famille a demandé aux gens de faire des dons à « des organisations qui luttent contre la douleur et la souffrance causées par la maladie mentale ».
En décembre 2018, Linux.org (une communauté non officielle pour les utilisateurs de Linux) a été altérée par des pirates informatiques pour inclure une référence à sa mort.

## Voir également
- Créativité et trouble psychique
- Religion et schizophrénie